# Estany de Castellà
Le lac du Casteilla ou Estany de Castellà est un lac des Pyrénées françaises situé sur la commune d'Angoustrine-Villeneuve-des-Escaldes (Pyrénées-Orientales), au nord-ouest de Font-Romeu.

## Toponymie
L'Estany de Castellà tient son nom de la montagne du même nom située juste au nord du lac, le pic del Castellà (2 498 m).

## Géographie
- Altitude: 2 280 m
- Superficie: 5 hectares (0,05 km2)